# Rafael Romero Romero
Rafael Romero Romero (né le 9 octobre 1910 à Andújar et décédé le 4 janvier 1991 à Madrid) est un chanteur espagnol de flamenco.

## Biographie
Élevé dans une famille gitane amoureuse du chant, il apprend dès son plus jeune âge les chants de Yllanda et de la Sierra. Son apprentissage, combiné à une voix aiguë et particulièrement rauque, fait de Rafael el Gallina un chanteur apprécié dans les récitals et les tablaos de l'après-guerre. Accompagné par Perico el del Lunar, il participe à l'enregistrement de la célèbre Antología Hispavox. Grâce à cela, il s'impose comme une référence dans les chants primitifs tels que les tonás ou la debla, et comme un grand connaisseur de la caña, des peteneras et des serranas. 
En 1973, il reçoit le Premio Nacional de Cante de la Cátedra de Flamencología y Estudios Folklóricos Andaluces. Bien qu'il ait été honoré à plusieurs reprises à la fin de sa vie, à Jaén et ailleurs, il passe ses dernières années très difficiles à Madrid, avant de décéder dans la capitale espagnole pendant l'hiver 1991,.

## Discographie
- Antología del cante flamenco (Hispavox)
- Grandes Cantaores del flamenco (Philips Records)
- Rafael Romero y el duende gitano (Philips Records)